# ميخائيل والش (ناقد سينمائي)
ميخائيل والش هو ناقد سينمائي كندي، ولد في 6 يناير 1945 في تورونتو في كندا.